# Fiat 1800 та 2100
Fiat 1800 та 2100 — легкові автомобілі, що виготовлялись італійським автовиробником Fiat у 1959—1963 рр. Комплектувалися 6-циліндровими рядними двигунами, хоча у 1963 р. до них ще додалась версія з 4-циліндровим 1,5 л агрегатом.
Дизайнером автомобілів був Данте Джакоза.

## Fiat 1800 (1959—1968)

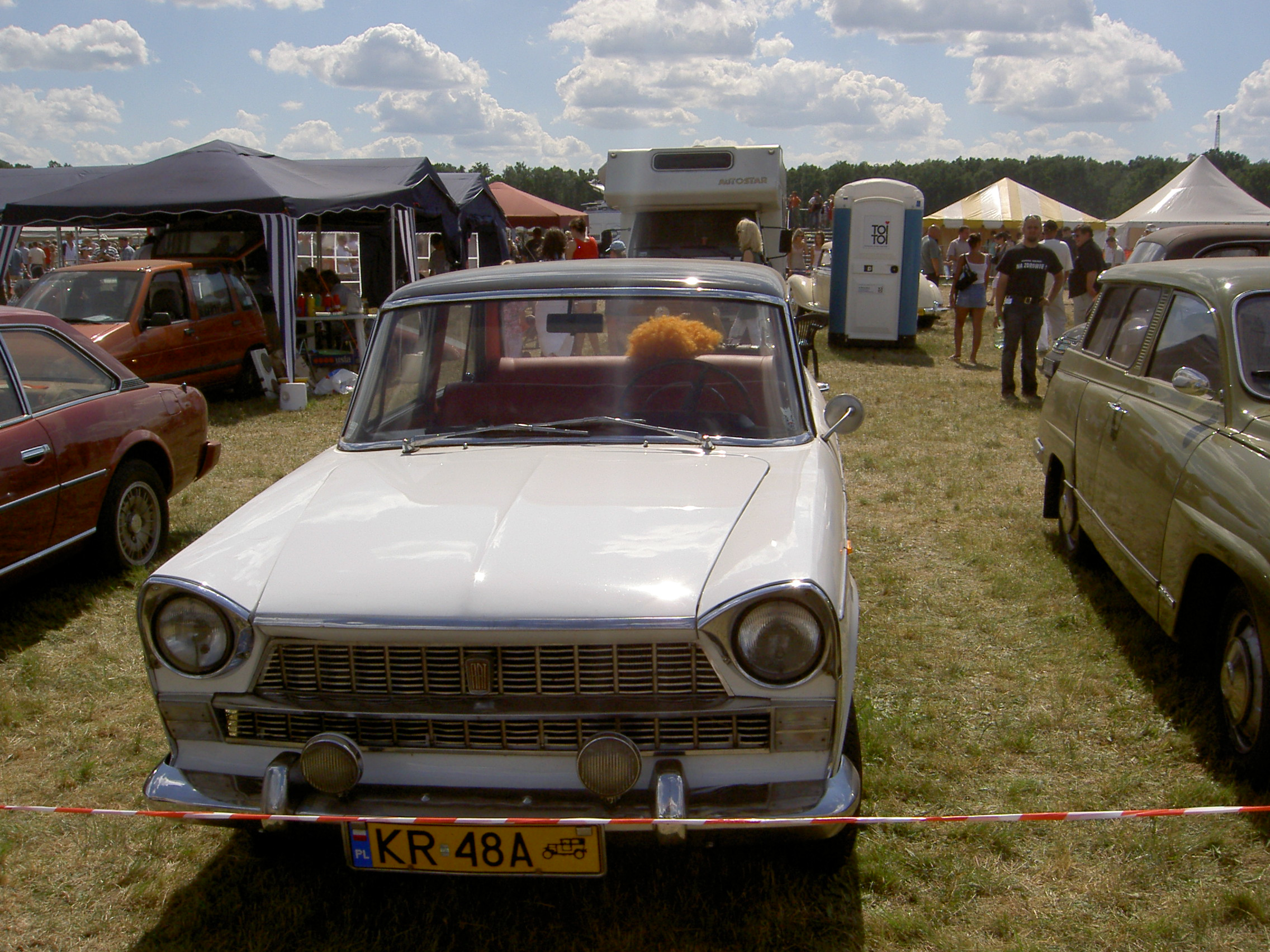
Fiat 1800

Fiat 1800, що з'явився у 1959 р. пропонувався як 4-дверний седан та 5-дверний універсал. Шестициліндровий рядний двигун (R6) із робочим об'ємом 1795 см³ та потужністю 75 к. с. (55 кВт) працював разом із 4-ступеневою коробкою передач. Максимальна швидкість залежно від версії сягала 137—124 км/год (85—88 миль/год). У 1961 р. з'явилася модель 1800В з двигуном потужністю 81 к. с. (60 кВт) й максимальною швидкістю 143—146 км/год (89—91 милі/год).

## Fiat 2100 (1959—1961)
Модель 2100 являла собою версію з більшим 2054 см³ двигуном. Восени 1959 р. був представлений Fiat 2100 Speciale (з довшою колісною базою й зміненою решіткою радіатора), котрий використовували дипломати. Виробництво припинилось у 1961 р., коли з'явився Fiat 2300. 

## Fiat 1500L (1961—1968)

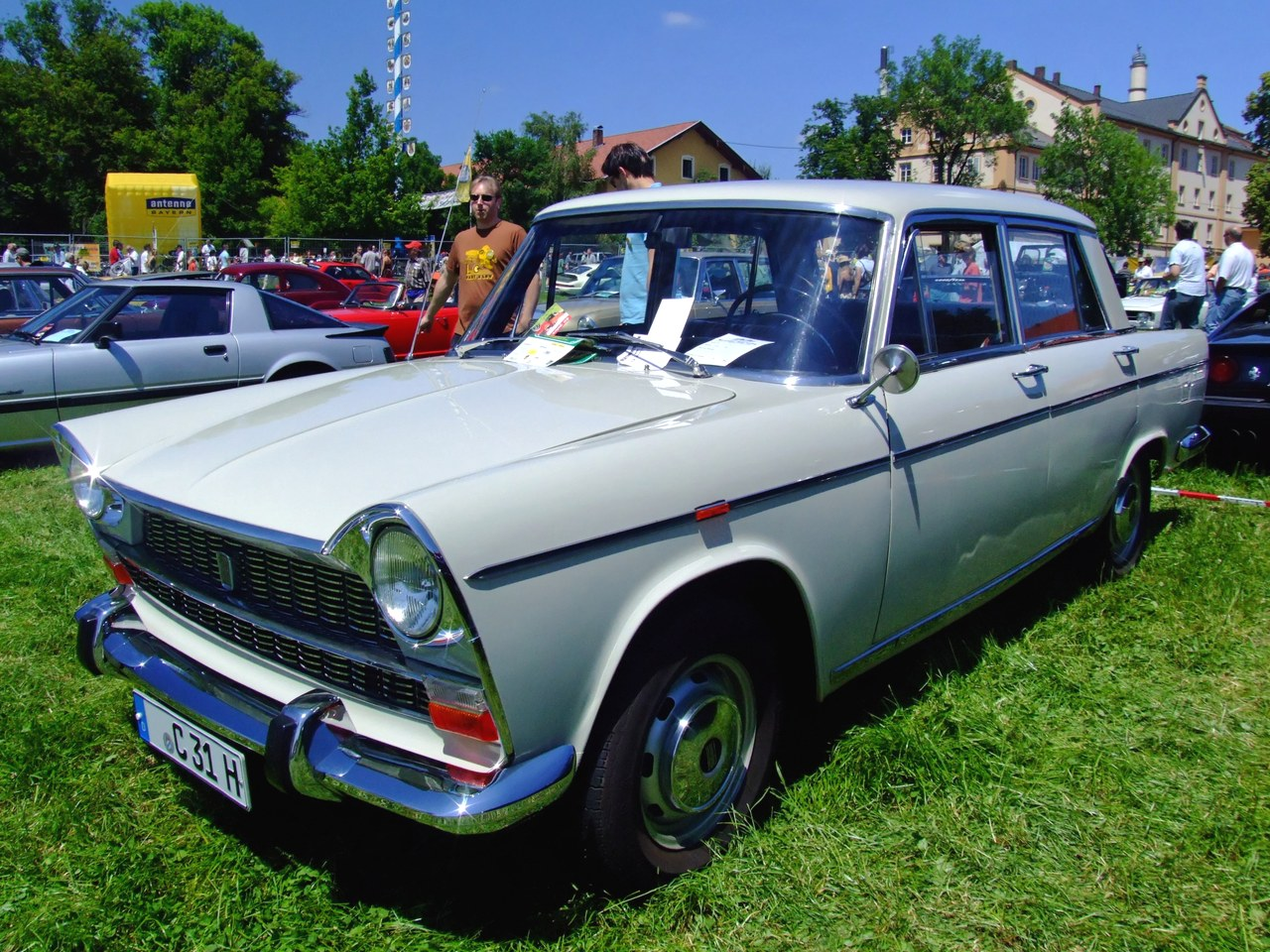
Fiat 1500L

У 1963 р. кузов «Фіата 1800/2100» використали для дешевшої моделі Fiat 1500L. Відмінністю від «Фіатів 1300/1500» було тільки позначення 1500L (італ. «Lunga» — «довгий»). Автомобіль мав компактніший 4-циліндровий рядний (R4) 1481 см³ двигун, що розвивав 72 к. с. (у 1964 р. потужність зросла до 75 к. с.). Існувала також версія таксі з дефорсованим двигуном, що була популярна у східній Європі. Двигун із робочим об'ємом 1481 см³ та потужністю у 60 к. с. відрізнявся меншою витратою палива.
Така версія також виготовлялась компанією SEAT в Іспанії. До 1972 р. було виготовлено близько 200 тис. SEAT 1500. Версії ж 1800/2100 в Іспанії не виготовлялись.
Загальна кількість автомобілів Fiat 1800/2100, виготовлених в Італії, становить близько 150 000.

## Двигуни

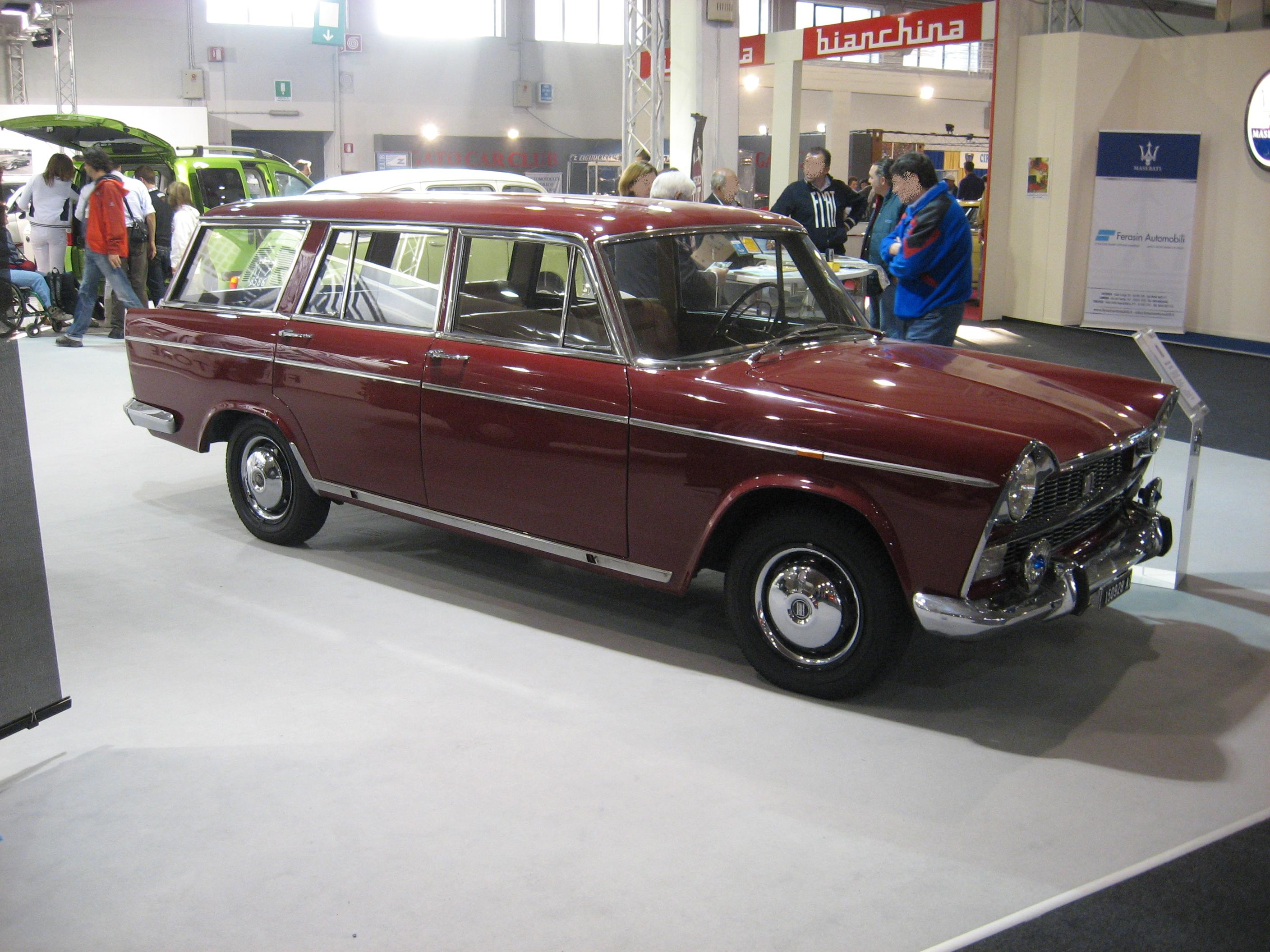
Fiat 2100 Giardinietta — один з рідкісних універсалів

| Модель автомобіля | Роки                | Двигун | Робочий об'єм | Максимальна потужність |
| ----------------- | ------------------- | ------ | ------------- | ---------------------- |
| 1800              | 1959—1961           | R6 OHV | 1795 см куб.  | 75 к. с.               |
| 1800B             | 1962—1968           | R6 OHV | 1795 см куб.  | 86 к. с.               |
| 2100              | 1959—1961           | R6 OHV | 2054 см куб.  | 82 к. с.               |
| 1500L             | 1963—1964 1964—1967 | R4 OHV | 1481 см куб.  | 72 к. с. 75 к. с.      |